# Bajrang Dal
Bajrang Dal est une organisation de jeunesse politico-religieuse hindoue, ramification du Vishwa Hindu Parishad (VHP), et de la famille du Sangh Parivar basée sur l'Hindutva, une idéologie qui prône la suprématie des hindous et dont l’objectif est de transformer l’Inde laïque en une nation hindoue.
Il préconise notamment l'expulsion des minorités musulmanes vers le Pakistan et le Bangladesh.
Fondée le 1er octobre 1984 dans l'État de l'Uttar Pradesh, en Inde, cette organisation est présente dans toute l'Inde. Le groupe revendique 1,3 million de membres, dont 850 000 travailleurs, et 2 500 centres ou akhadas (semblables aux shakas de Rashtriya Swayamsevak Sangh). Bajrang est une référence au dieu hindou Hanumān.
Organisation violente, dont plusieurs membres ont été condamnés pour viol, meurtre et incitation à la haine, le Bajrang Dal est très controversé et certains partis politiques appellent à son interdiction.

## Activités
Le Bajrang Dal a été créé dans le cadre du mouvement pour la construction d’un temple à la gloire du dieu Ram à Ayodhya (Uttar Pradesh), en lieu et place d’une mosquée. Ses membres participèrent activement à la démolition à mains nues de la mosquée de Babri, en décembre 1992, et ont été impliqués dans les émeutes sanglantes qui se sont ensuivies à travers tout le pays.
Le Bajrang Dal est aussi soupçonné du meurtre d'un missionnaire Australien et de ses deux fils mineurs, en Orissa, le 22 janvier 1999.
Le Bajrang Dal participe activement à la protection de la vache, en Inde.
L’organisation s'attribue la fonction de police des mœurs. Elle s’attaque aux couples qui célèbrent la Saint-Valentin, considérée comme une fête occidentale, et aux couples interreligieux.
Le 31 juillet 2023, à l'initiative notamment de militants du Bajrang Da, des commerces tenus par des musulmans sont saccagés dans le ville de Nuh , une mosquée incendiée et l’un de ses clercs assassiné. Les violences se sont répandues ailleurs dans l'État de Haryana, causant la mort d’au moins six personnes.